# Jobst Plog

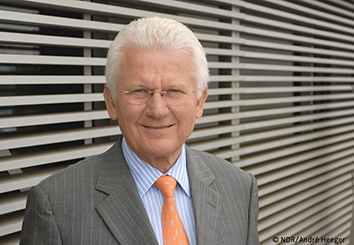
Jobst Plog, 2007

Jobst Walter Plog (* 26. Februar 1941 in Hannover) ist ein deutscher Jurist. Von Januar 1991 bis Januar 2008 war er Intendant des Norddeutschen Rundfunks (NDR) und in dieser Funktion in den Jahren 1993/1994 sowie 2003/2004 Vorsitzender der ARD.

## Biografie

### Familie
Jobst Plog kam in Hannover als jüngster von drei Söhnen des Journalisten Wilhelm Plog (1903–1986) zur Welt. Sein Vater war Mitbegründer des Deutschen Allgemeinen Sonntagsblatts und später Chefredakteur der Hannoverschen Allgemeinen Zeitung (HAZ).
Er ist mit der Juristin Ines Plog (* 1958) verheiratet, die von 1997 bis 2000 Prokuristin und von 2001 bis 2004 Geschäftsführerin des NDR-Tochterunternehmens NDR Media war. Plog ist Vater von zwei Söhnen.

### Werdegang
Jobst Plog besuchte die Tellkampfschule in Hannover, an der er 1960 das Abitur ablegte. Aus einem Aufenthalt als Austauschschüler 1956 rührt eine enge Verbundenheit zu Frankreich.
Plog studierte Rechtswissenschaften an den Universitäten Hamburg, Göttingen und Paris und schloss 1970 mit dem Zweiten Staatsexamen ab. Im selben Jahr ließ er sich in Hannover als Rechtsanwalt nieder. 1972 übernahm er eine Partnerschaft in der hannoverschen Sozietät Dr. Rotzoll, Stute und Partner. Zugleich war er von 1975 bis 1977 Syndikus bei der Calenberg-Grubenhagenschen Landschaft.
Im Jahr 1977 kam Plog zum Norddeutschen Rundfunk in Hamburg. Als er, zunächst als Justitiar des NDR bis 1980, nach Hamburg kam, erinnert sich Jobst Plog, „war der Sender belagert von der Politik. Der Verwaltungsrat bestand zu einer Hälfte aus Ministern der Union, zur anderen aus Ministern der SPD. Wenn die Roten die Mehrheit hatten, zogen die Schwarzen aus und machten das Gremium beschlussunfähig. Das war der prägende Eindruck. Und es war ein Unternehmen, das noch kein Unternehmen war.“ 1980 wurde er Stellvertretender Intendant des NDR und begründete dort seinen Ruf als

„rhetorisch begabter, der öffentlich-rechtlichen Aufgabe verpflichteter Pragmatiker […], der hartes Management, ein Gespür für politische Machtverhältnisse und den Anspruch nach Unabhängigkeit in der Programmgestaltung zu verbinden wusste. Seine Auffassung von Journalismus beschrieb er einmal mit Begriffen wie Liberalität, Weltoffenheit, Neugier [und] Tabuverletzung ...
“

1980 wurde er zudem Vorsitzender der Gesellschafts-Versammlung der Degeto-Film GmbH in Frankfurt, 1982 Aufsichtsratsvorsitzender der Studio Hamburg Atelier GmbH.
Im Januar 1991 wurde Jobst Plog zum Intendanten des Norddeutschen Rundfunks berufen. In dieser Funktion konnte Jobst Plog bewirken, dass im neuen NDR-Staatsvertrag die parteipolitische Durchsetzung der Gremien aufgehoben wurde.

Als Senderchef ging Plog daran, aus dem NDR die einzige Vierländer-Anstalt der ARD zu formen. Dies gelang nach langem Ringen, obwohl sich Anfang 1991 die Regierungschefs von Berlin, Brandenburg und Mecklenburg-Vorpommern (Eberhard Diepgen, Manfred Stolpe und Alfred Gomolka) bereits auf die Gründung einer nordostdeutschen Rundfunkanstalt (NORA) – ohne den NDR – geeinigt hatten. Diverse Verhandlungsrunden später und nach einem Treffen Plogs mit dem Ministerpräsidenten Alfred Gomolka im August 1991 kommt es im Dezember 1991 doch noch zur Unterzeichnung des Vierländerstaatsvertrages über den NDR. Damit stieg der NDR zum zweitgrößten Sender der ARD, nach dem WDR, auf. Auch die Rückkehr des Bundesliga-Fußballs in die Sportschau der ARD sowie die Neuverpflichtung von Harald Schmidt für eine Late-Night-Sendung im Ersten sind Plog zuzurechnen.
„Plog ist Stratege, Anwalt, Diplomat und Unterhändler; weltläufig, mit der Fähigkeit, Menschen zu öffnen. So hat er zum richtigen Zeitpunkt erkannt, dass Reinhold Beckmann, Jörg Pilawa und Harald Schmidt beim Privatfernsehen auf dem Absprung waren, und sie, einen nach dem anderen, zur ARD geholt: im Alleingang und im Verein mit dem Programmdirektor des Ersten, Günter Struve“
Daneben war Plog maßgeblich an der Gründung des Deutsch-Französischen Kulturkanals ARTE beteiligt, dessen Präsident er von 1999 bis 2002 war. Von 1993 bis 1999 und von 2003 bis 2006 war er darüber hinaus Präsident und von 2007 bis 2010 Vizepräsident der paritätisch mit Deutschen und Franzosen besetzten ARTE-Mitgliederversammlung. In den Jahren 1999/2000 gelang es Plog, den Versuch Frankreichs, ARTE in eine staatliche Holding einzugliedern, quasi im Alleingang zu vereiteln.
Plog beendete zum 15. Januar 2008, ein Jahr vor Vertragsablauf, seine Tätigkeit als NDR-Intendant. Anschließend nahm er im April 2008 wieder seine Tätigkeit als Rechtsanwalt auf. Am 20. Oktober 2008 wurde Plog als Nachfolger des ehemaligen französischen Kultusministers Jaques Toubon mit Wirkung zu November 2009 zum Präsidenten von EURIMAGES gewählt, dem beim Europarat angesiedelten Koproduktionsfonds im Film- und Fernsehbereich, dem zu diesem Zeitpunkt 33 Länder angehörten. Diese Funktion übte er nach mehrmaliger Wiederwahl bis zum 31. Dezember 2016 aus.
Bis zu seinem altersbedingten Ausscheiden (75. Lebensjahr) gehörte er dem Kuratorium der ZEIT-Stiftung an. Außerdem war er unter anderem bis Mai 2018 Stellvertretender Vorsitzender des Aufsichtsrats der Verlagsgesellschaft Madsack. Weiterhin ist er Mitglied des Vorstands der Friedrich Stiftung Hannover und des Kuratoriums der Deutschen Stiftung Musikleben.
Jobst Plog, Honorarprofessor für Kommunikationsrecht an der Juristischen Fakultät der Universität Rostock, veranstaltet dort seit 1999 regelmäßig gemeinsam mit Hubertus Gersdorf Seminare zum Rundfunkrecht.
Plog ist „seit langem SPD-Mitglied“.

## Auszeichnungen
Plog erhielt zahlreiche Auszeichnungen:
- Er erhielt 1999 das Verdienstkreuz 1. Klasse der Bundesrepublik Deutschland und 2012 das Große Bundesverdienstkreuz.
- Für seine Verdienste um den deutsch-französischen Kulturkanal ARTE wurde er im Dezember 2002 vom französischen Kultusminister zum Commandeur des Arts et Lettres ernannt.[12]
- Am 28. Juni 2005 hat Plog in Paris den Ehrenpreis des Deutsch-Französischen Kulturrats bekommen. Plog erhielt die Auszeichnung gemeinsam mit ARTE-Präsident Jérôme Clément und dem früheren ZDF-Intendanten Dieter Stolte als „Gründer und Bewahrer von ARTE“.
- Am 5. November 2007 wurde Plog in Paris zum Offizier der Ehrenlegion ernannt.
- 2001 verlieh die Freie und Hansestadt Hamburg Plog für seine Verdienste um die Medienpolitik und Medienkultur den Titel „Professor“[16]

## Schriften (unvollständig)
- Jobst Plog: Wohin steuern die Medien in Europa?, Stuttgart: Robert-Bosch-Stiftung, 2008, ISBN 978-3-939574-08-8.
- Jobst Plog: Wem nützen die neuen Medien? Versuch einer medienpolitischen Standortbestimmung, in der Reihe Schriftenreihe der Juristischen Studiengesellschaft Hannover, Heft 16, 1987, ISBN 3-926675-15-2.
- Jobst Plog (Verantw.): ABC der ARD, hrsg. von der Arbeitsgemeinschaft der Öffentlich-Rechtlichen Rundfunkanstalten der Bundesrepublik Deutschland (ARD) unter Mitwirkung der ARD-Werbung, mit Beiträge von Horst O. Halefeldt u. a., Baden-Baden: Nomos-Verlags-Gesellschaft, 1994, ISBN 3-7890-3358-8.